# Abundio (nombre)
Abundio es un nombre propio masculino de origen latino en su variante en español. Proviene del latino Abundius, que deriva del adjetivo postclásico abundus, que significa "abundante", "copioso".
San Abundio es el nombre de diversos santos de la Iglesia católica.

## Santoral
11 de julio: San Abundio.

## Variantes
- Femenino: Abundia.

### Variantes en otros idiomas
| Variantes en otras lenguas | Variantes en otras lenguas |
| -------------------------- | -------------------------- |
| Español                    | Abundio                    |
| Alemán                     | Abundius                   |
| Asturiano                  | Abundiu                    |
| Catalán                    | Abundi                     |
| Checo                      | Abundius                   |
| Danés                      | Abundius                   |
| Euskera                    | Abundi                     |
| Finlandés                  | Abundius                   |
| Francés                    | Abonde                     |
| Gallego                    | Abundio                    |
| Holandés                   | Abundius                   |
| Italiano                   | Abbondio                   |
| Japonés                    | アブンヂオ (Abondio)       |
| Latín                      | Abundius                   |
| Noruego                    | Abundius                   |
| Siciliano                  | Abbontiu                   |
| Sueco                      | Abundius                   |